# Serge Hustache
Pour les articles homonymes, voir Hustache.

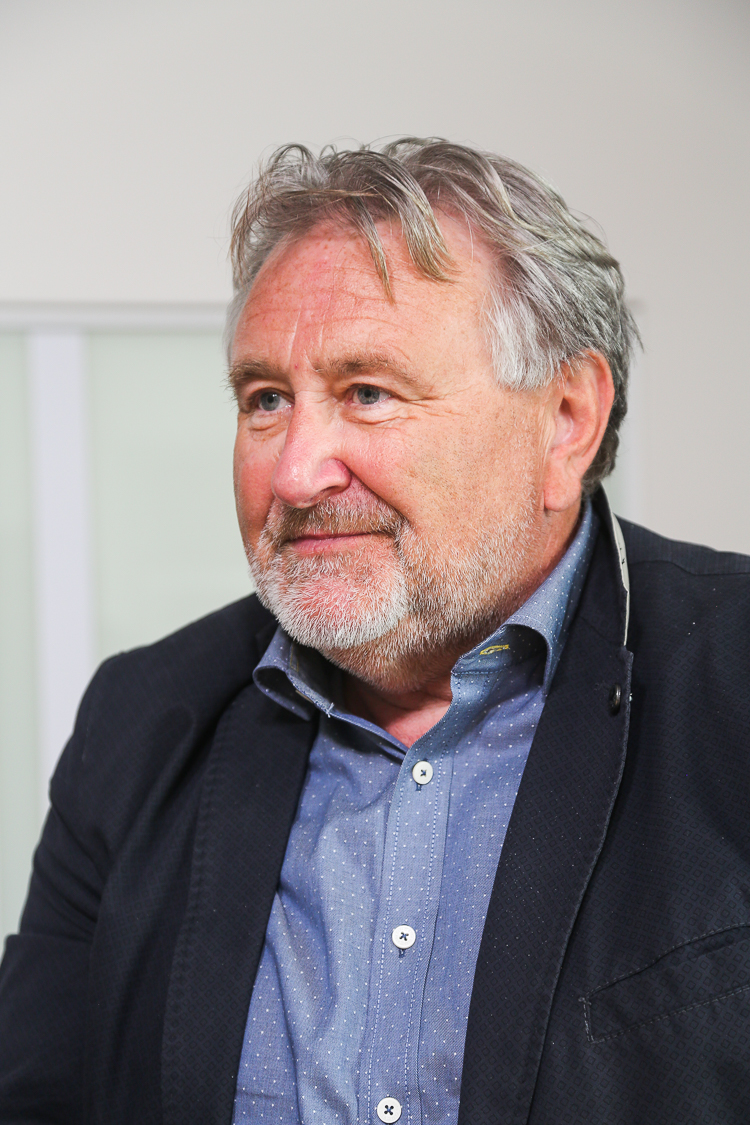

Serge Hustache (né à Renaix, le 17 juillet 1957) est un homme politique belge, membre du Parti socialiste.  Il est député provincial du Hainaut depuis 2006, et, depuis le 26 octobre 2012, Député et Président du Collège provincial de Hainaut. 

## Parcours politique
Serge Hustache est originaire d’Ellezelles où il vit toujours. Il milite puis œuvre, pendant plus de 15 ans, dans la coopération au développement. 
Son parcours professionnel l’oriente ensuite vers l’éducation permanente : il devient Secrétaire général de Présence et Actions culturelles. Il a ainsi mené des projets de solidarité notamment avec la Palestine où il s’était rendu avec Guy Spitaels en 2005. C’est aussi dans ce contexte qu’il lance les Cahiers de l’Éducation permanente. Cette collection d’ouvrages traite des grandes questions sociétales et rassemble autour d’une thématique de nombreux points de vue ou intervenants. 
De 1998 à 2006, il préside le Conseil de l’Éducation permanente de la Fédération Wallonie-Bruxelles, il a ainsi largement contribué à la refonte du Décret sur l’Éducation permanente. 
Parallèlement, il est impliqué dans la vie politique de sa commune comme échevin d’Ellezelles de 1988 à 2006. Il a lancé le Parc naturel du Pays des Collines en 1997 qu’il a présidé jusqu’en 2006. À travers le GAL, groupe d’action locale des Collines, il a permis le développement d’actions diverses financées par le programme européen Leader. Il présidera la Maison du Tourisme du Tournaisis jusqu’en 2006.
Il est membre, depuis juin 2006, du Conseil de Développement de Wallonie picarde qui en rassemble les différents acteurs de la vie économique, sociale, culturelle, politique. De 1999 à 2007, il a présidé la Fédération socialiste de Wallonie picarde, portant et menant avec Rudy Demotte la rénovation du parti socialiste.
Depuis le 20 octobre 2006, Serge Hustache est député provincial du Hainaut, chargé du patrimoine, et, depuis 2009, des finances et des relations internationales. En octobre 2012, il est réélu Député provincial et assume aussi la Présidence du Collège provincial.
Il a été désigné tête de liste PS pour l'arrondissement d'Ath pour les élections provinciales du 14 octobre 2018. 
Depuis 2018, il est réélu Député provincial et Présidentdu Collège provincial du Hainaut. 

## Mandats électoraux
- 1988-1994 : échevin à Ellezelles
- 1994-2000 : échevin à Ellezelles
- 2000-2006 : échevin à Ellezelles
- 2006-2012 : député provincial
- 2012-2018 : député provincial et Président du Collège Provincial
- 2018-2024: député provincial et Président du Collège Provincial

## Mandats dérivés en raison du mandat originaire
- Association des Provinces wallonnes : Président (non rémunéré)
- CARAH Asbl : Président (non rémunéré)
- Le Moulin de la Hunelle Asbl : Président (non rémunéré)
- TERALIS asbl : Président (non rémunéré)
- Asbl Les [rencontres] Inattendues : Président (non rémunéré)
- Commission de gestion du Parc Naturel du Pays des Collines: Membre (non rémunéré)
- Intercommunale IDETA : Membre (non rémunéré)
- L'habitat du Pays Vert : Membre (non rémunéré)
- Société Terrienne de Crédit Social du Hainaut : Membre (non rémunéré)

## Autres mandats
- Rencontres des Cultures d'Orient et d'Occident : Président (non rémunéré)
- PAC Wapi Asbl : Président (non rémunéré)
- Aisbl Roger de le Pasture : Président (non rémunéré)

## Parcours culturel
Serge Hustache est passionné par la Culture, en marge de ses activités professionnelles et politiques, il a toujours développé des projets culturels. Si, aujourd’hui, il préside la Fondation Rogier de Le Pasture à Tournai qui assure la promotion du peintre et sa mise en valeur, il s’investit également dans le Festival des Inattendues, Rencontres entre Musiques et Philosophies dont la première édition a été organisée en 2012 avec un important succès. Cette première édition conçue avec l’éditeur tournaisien Didier Platteau, a accueilli Michel Serres, Luc Ferry, Jordy Savall. 
Depuis plusieurs années, il marche dans les traces des écrivains voyageurs du XIXe siècle. Il a ainsi réalisé une exposition sur les écrivains français en Orient qui a sillonné la Fédération Wallonie-Bruxelles et été présentée à la Foire du Livre de Bruxelles, rassemblant plus de vingt auteurs français qui se sont rendus en Orient et transformé ce périple en magnifiques récits de voyage. Il a donné de nombreuses conférences sur la thématique. Ainsi, il conçoit et anime une exposition sur l’écrivain Gérard de Nerval dans son voyage en Orient, avant de publier aux éditions Couleurs Livre « Sur les traces de Pierre Loti, Voyage en Terre sainte d’un agnostique ». Il est aussi l’une des piliers de l’Exposition « Mémoires d’Orient – Du Hainaut à Héliopolis » présentée au Musée Royal de Mariemont en 2010. 
Ses derniers ouvrages : 
- L'Egypte de Gérard de Nerval, Vagabondage ésotérique et maçonnique au Caire (Editions Mémogrames, 2015) 
- "Bethléem, entre mythe et réalité", illustré par la photographe louviéroise Véronique Vercheval (L'image et l'écrit, 2017) 
- Au Caire, chemin faisant avec Gérard de Nerval (Editions Walden, 2021) 
L'association Roger de le Pasture, dont Serge Hustache est le Président, publie en 2018, un ouvrage scientifique intitulé "La sculpture gothique à Tournai - Splendeur, ruines, vestiges" avec les contributions d'historiens et archéologues de renom. 

## Ouvrages
- Cahier de l’Éducation permanente, « La Province sans tabous », paru aux Éditions du PAC, juin 2012
- « Sur les traces de Pierre Loti, voyage en Terre sainte d’un agnostique », édition Couleur Livres, avril 2012, 160 pages
- "L’Égypte de Gérard De Nerval, vagabondage ésotérique et maçonnique au Caire", Memogrames, Les éditions de la Mémoire, septembre 2015, 84 pages.
- "Bethléem, entre mythe et réalité", illustré par la photographe louviéroise Véronique Vercheval, 2017, L'image et l'Ecrit, 109 pages.
- Au Caire, chemin faisant avec Gérard de Nerval (Editions Walden - 2021)